# Peter Dietz (Künstler)

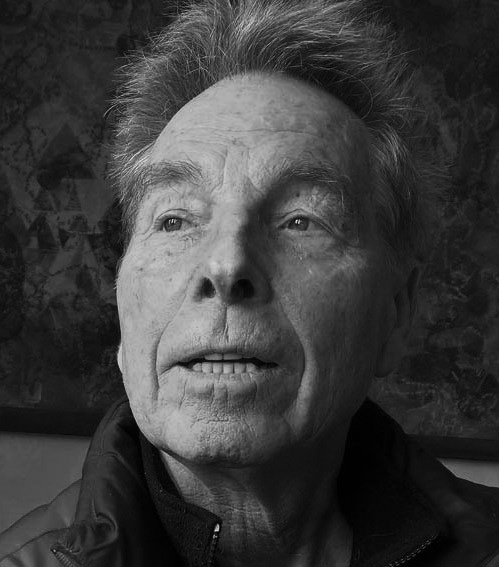
Portrait von Peter Dietz

Peter Dietz (* 1941 in Würzburg) ist ein deutscher Maler und Multimedia-Künstler. Er lebt und arbeitet in Utting am Ammersee.

## Leben und Werk
Peter Dietz fand den Weg in die Kunst über eine Ausbildung als Graveur und Medailleur. Seine Werkstatt in München-Schwabing ermöglichte ihm ein Kunststudium im „Studio für Zeichnen und Malen“ von Peter Zeiler. Als freischaffender Künstler wurde er für seine ausdrucksstarke gestische Malerei bekannt.
Peter Dietz erhielt Arbeitsstipendien u. a. für Paris und Italien und wurde von Münchener Galerien geführt und vom Bayerischen Rundfunk porträtiert. Die Begegnung mit dem Physiker und Avantgarde Musiker Wolf-Dieter Trüstedt im Jahr 2000 eröffnete ihm die Welt der elektronischen Musik und führte zu gemeinsamen Projekten.
Seit 1990er Jahren bis heute widmet sich Peter Dietz der Werkreihe „Tableau“ in Palimpsest Technik, bei dem sich die Bilder aus über 100 Schichten aufbauen und Jahre beanspruchen.

## Stipendien
- 1988: Stipendium Civitella D´Agliano, Italien
- 1989–90: Paris-Stipendium (Cité Internationale des Arts)
- 1991: Arbeitsstipendium mit Elvira Bach, Kloster Irsee
- 1993: Arbeitsstipendium Casa Torte San Marco, Italien

## Werke in öffentlichen Sammlungen
- Bayerische Staatsgemäldesammlung, München
- Adi Dassler Stiftung

## Projekte (Auswahl)
- 1997: Jexhof bei Fürstenfeldbruck, Wald und Kunst, Pflanzung von Linden
- 1999: Basel, Zeichnen und Schreiben,  mit Dr. Albert Vinzens
- 2003: Entraching, Eva – Meine Schwester
- 2008: München, Haus der Kunst, Tonperformance mit Wolf-Dieter Trüstedt
- 2009: Ettlingen, Museum Schloss Ettlingen, Video-Sound-Performance
- 2009: München, Haus der Kunst, Wrapgesänge mit Sonja Hafenmayer, Wolf-Dieter Trüstedt
- 2010: München, Haus der Kunst, Musikperformance mit Handlung
- 2010: München, Haus der Kunst, Offener Raum
- 2011: München, Haus der Kunst, Südliches Häutungshemd, Sound-Performance mit Sonja Hafenmayer und Wolf-Dieter Trüstedt
- 2012: München, Hochschule für Musik und Theater, Materialausgabe, Video Zeichnung IV
- 2013: München, Hochschule für Musik und Theater, Raum und Zeit-Phänomene (Helmholtz Projekt), Materialausgabe, Video fruchtig bis schwer
- 2014: München, Hochschule für Musik und Tanz, Zeitstrukturen, Klangperformance
- 2014: München, Haus der Kunst, Die Schöpfung, Video-Sound-Performance, Musik u. Bewegungsperformance
- 2015: München, Hochschule für Musik und Tanz, Materialausgabe
- 2015: München, Echtzeithalle, Experimentelles Projekt, Zeichnung und Rauschen, mit Wolf -Dieter Trüstedt, Diether Sommer, Martin Stiegler, Veronica Hofmann

## Bühnenbild
- 1994–2013: Bühnenbilder für Eurythmie-Aufführungen in München, Berlin, Hamburg, Stuttgart, Dornach

## Kunst am Bau
- Kunst am Bau Preis 2023 für das Schmucker-Areal in Utting am Ammersee.[2]

## Ausstellungen (Auswahl)
- 1983: München, Galerie der Künstler, Friedenszeichen-Kriegsmale
- 1983–1987: München, Große Kunstausstellung im Haus der Kunst, 1983–1987
- 1984: Wasserburg, Große Kunstausstellung
- 1984: Augsburg, Hommage à Bertolt Brecht
- 1985: München, Galerie der Künstler, Die ersten Jahre der Professionalität
- 1986: Budapest, Ernst Museum, Bayerische Kunst unserer Tage
- 1986: München, Galerie Karin Sachs
- 1987: Kronach, Kunstverein Kronach
- 1987: Freising, Galerie 13
- 1987: München, Galerie Roland Angst
- 1988: München, Galerie Bernd Dürr
- 1988: München, Galerie M. Reile
- 1988: Heidenheim, Kunstverein
- 1988: Köln, Galerie am Buttermarkt
- 1989: Baden-Baden, Galerie Elke Zink
- 1989: München, Galerie M. Reile
- 1989: München, Galerie Bernd Dürr, Zeitgenossen
- 1991: Klagenfurt, Österreich, Galerie Slama
- 1991: Baden-Baden, Galerie Elke Zink
- 1992: Chateau-d'Œx, Schweiz, Galerie Paltengi
- 1993: Köln, Art Cologne, Galerie Bernd Dürr
- 1993: München, Verein für Originalradierung, Drucksache
- 1993: Planá, Tschechien, Galerie Planá
- 1994: Ingolstadt, Kunstverein Ingolstadt, Seit Duchamp tot umgefallen ist
- 1994: Landsberg am Lech, Neues Stadtmuseum
- 1996: München, Galerie Netolitzky/von Brand
- 1997: Paderborn, Paderborn, Städtische Galerie in der Reithalle
- 1997: Bad Wörishofen, Kunstfrühling
- 2013: München, 1. Biennale im Haus der Kunst

## Neue Gruppe Haus der Kunst München
- 2005: Weiden, Kunstverein, Konkret
- 2009: Radolfzell, Villa Bosch, Städtische Galerie Radolfzell
- 2009: München, Goethe-Institut
- 2010: Oradea, Rumänien, Museum Oradea
- 2010: Budapest, Ungarn, Städtische Galerie
- 2012: Garmisch-Partenkirchen, Galerie Garmisch-Partenkirchen im Kurhaus
- 2018: München, Domagk-Ateliers, Halle 50, Whiteout
- 2019: München, Domagk-Ateliers, Halle 50, Blackout[3]

## Fernsehen
- 1999–2000 Bayerischer Rundfunk Atelierbesuche